# Accident de l'avion de Lynyrd Skynyrd
L'accident du Convair CV-240 de Lynyrd Skynyrd en 1977 s'est produit le 20 octobre 1977, lorsque l'avion, à court de carburant, s'écrase lors d'une tentative d'atterrissage d'urgence dans les marécages entourant la ville de Gillsburg, dans le Mississippi. Le vol, à destination de l'aéroport de Baton Rouge en Louisiane, était opéré par la compagnie L & J Company d'Addison (Texas), à l'aide d'un avion Convair CV-240 immatriculé N55VM. Le chanteur principal et membre fondateur de Lynyrd Skynyrd, Ronnie Van Zant, le guitariste et chanteur Steve Gaines, la choriste Cassie Gaines (sœur aînée de Steve), le régisseur adjoint Dean Kilpatrick, le commandant de bord Walter McCreary et le copilote William John Gray sont tous mort dans l’accident, tandis que vingt autres personnes ont survécu.
Cette tragédie met brutalement un terme à la carrière de Lynyrd Skynyrd, jusqu’à ce que le frère de Ronnie, Johnny Van Zant, reforme le groupe dix ans plus tard.

## Le Convair CV-240
Construit en 1947, c’était le troisième avion de ce genre à être mis en service. Alimenté par des moteurs Pratt & Whitney R-2800, il est relativement ancien et affiche 29000 miles au compteur.
Au début de l'été 1977, l'avion est inspecté par le chef assistant des opérations de vol, Zunk Buker, du groupe bostonien Aerosmith qui souhaite le louer mais l'idée est rapidement abandonnée, l'avion et les pilotes étant très éloignés des standards de sécurité requis ; McCreary et Gray sont aperçus en train de fumer et de se passer une bouteille de Jack Daniel’s dans le cockpit.
Plusieurs incidents survenus lors de vols précédents — y compris une tentative présumée de jeter un roadie depuis plusieurs kilomètres d’altitude — font que les membres de Lynyrd Skynyrd ne sont plus les bienvenus auprès de la plupart des compagnies aériennes privées. Leur manager, Peter Rudge, parvient toutefois à leur trouver cet avion à bord duquel les membres du groupe peuvent se comporter comme ils l’entendent. Il loue l’avion pour un prix dérisoire : trois paiements de 5000 dollars. Le groupe considére ce prix comme un déclassement. « C’était comme si on sortait d’une limousine pour entrer dans une vieille bagnole.Personnellement, je n’aimais pas cet avion » déclare Ken Peden, l’ingénieur son de Lynyrd Skynyrd à Rolling Stone. Rudge lui-même choisi de voyager en première classe sur un vol commercial, choix qui déclenche de la rancœur au sein du groupe,.

## Cause
Après l’accident, le National Transportation Safety Board (NTSB) retire, inspecte et teste le magnétos d’allumage du moteur droit et a constate qu’il fonctionnait normalement, concluant : « Aucune anomalie mécanique ou électrique n’est relevée lors de l’examen du magnétos droit. » L’inspection a également déterminé que « toutes les vannes de transfert de carburant et de vidange étaient en position fermée. »
Le rapport d’accident indique que l’avion est à la fois la propriété de la compagnie L & J et exploité par elle, mais le contrat de location avec la société de production de Lynyrd Skynyrd précise que le groupe en était l’exploitant, et donc responsable du respect des réglementations (y compris la gestion de l’équipage). L’équipage est employé par une société tierce, et la durée de location est de trois semaines. Le rapport mentionne que la Federal Aviation Administration (FAA) engage une action en justice contre la compagnie L & J concernant cette responsabilité d’exploitation, et la section d’analyse conclut en posant la question suivante : « Comment le système protège-t-il dans un tel cas un locataire non informé, que ce soit par conception, par inadvertance ou par négligence ? »
Billy Powell, entre autres, raconte avoir vu des flammes sortir du moteur droit de l’avion lors d’un vol quelques jours avant le crash. Le rapport du NTSB a ensuite mentionné comme facteur contributif « un dysfonctionnement du moteur de nature indéterminée » sur ce même moteur. Artimus Pyle a déclaré des années plus tard à Howard Stern que la jauge à carburant de cet avion est connue pour mal fonctionner, et que les pilotes ont négligé de vérifier manuellement les réservoirs avant le décollage. Les rapports toxicologiques issus des autopsies des deux pilotes ne révéle aucune trace d’alcool ni de drogue.
Le National Transportation Safety Board détermine que la cause probable de cet accident est une panne de carburant et une perte totale de puissance des deux moteurs en raison d’une inattention de l’équipage concernant l’approvisionnement en carburant. Une planification de vol insuffisante ainsi qu’un dysfonctionnement, de nature indéterminée, du moteur droit, qui provoque des « jets de flammes » et une consommation de carburant supérieure à la normale ont contribué à cette panne de carburant.
L’accident est finalement attribué à une « inattention de l’équipage quant à l’approvisionnement en carburant ».

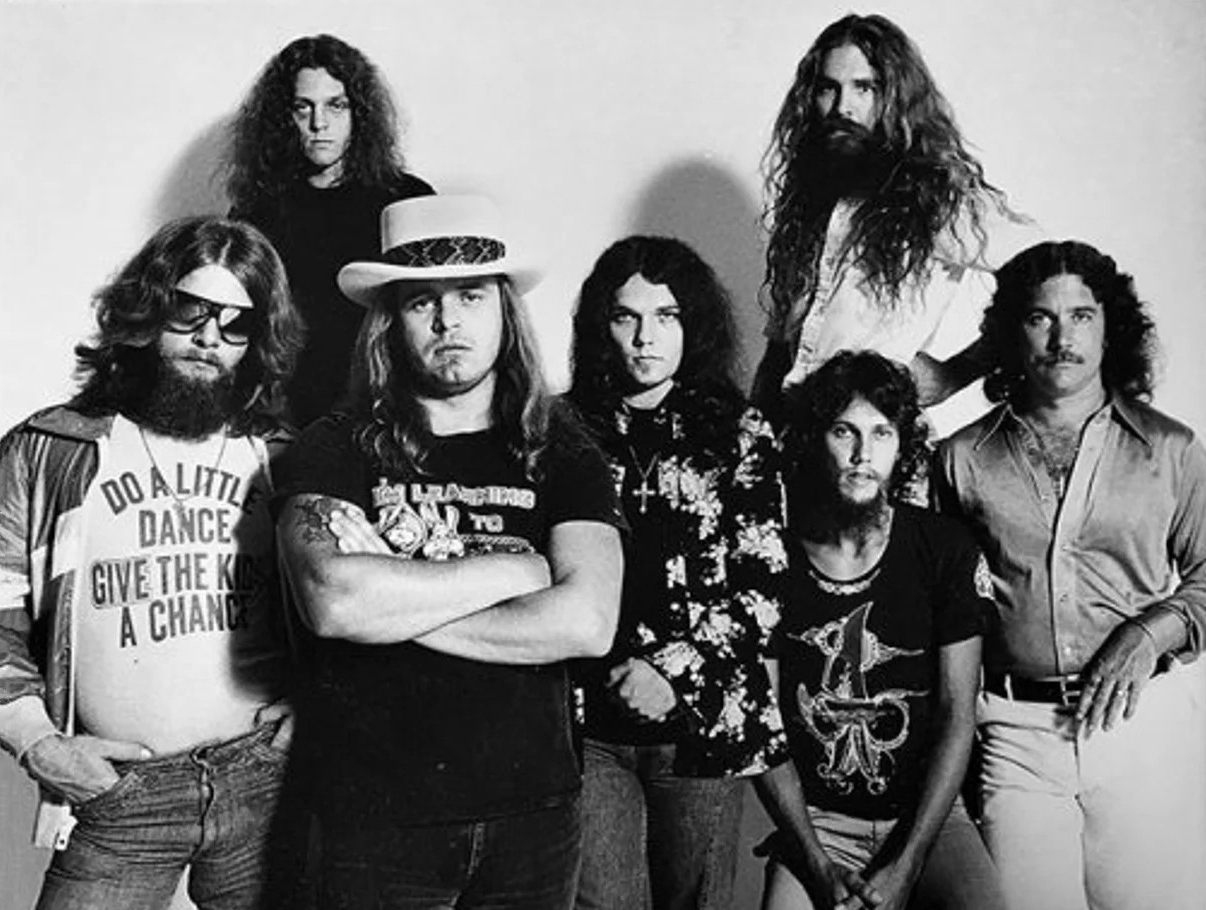
Lynyrd Skynyrd 1977: (en haut) Allen et Artimus (en bas) Leon, Ronnie, Gary, Steve et Billy

### Au cinéma
- Street Survivors : The True Story of the Lynyrd Skynyrd Plane Crash